# Lomaptera doriae
Lomaptera doriae är en skalbaggsart som beskrevs av Raffaello Gestro 1878. Lomaptera doriae ingår i släktet Lomaptera och familjen Cetoniidae. Inga underarter finns listade i Catalogue of Life.